# Шећерана (Бели Манастир)
Шећерана је насељено место у саставу града Белог Манастира у Осјечко-барањској жупанији, Република Хрватска.

## Историја
До територијалне реорганизације у Хрватској налазила се у саставу старе општине Бели Манастир.

## Становништво
На попису становништва 2011. године, Шећерана је имала 540 становника.

## Попис1991.
На попису становништва 1991. године, насељено место Шећерана је имало 729 становника, следећег националног састава:
| Попис 1991.‍  | Попис 1991.‍  | Попис 1991.‍ | Попис 1991.‍ | Попис 1991.‍ |
| ------------ | ------------ | ----------- | ----------- | ----------- |
|              |              |             |             |             |
| Хрвати       | Хрвати       |             | 270         | 37,03%      |
| Југословени  | Југословени  |             | 177         | 24,27%      |
| Срби         | Срби         |             | 144         | 19,75%      |
| Мађари       | Мађари       |             | 65          | 8,91%       |
| Словенци     | Словенци     |             | 23          | 3,15%       |
| Немци        | Немци        |             | 8           | 1,09%       |
| Црногорци    | Црногорци    |             | 6           | 0,82%       |
| Албанци      | Албанци      |             | 4           | 0,54%       |
| Муслимани    | Муслимани    |             | 2           | 0,27%       |
| Румуни       | Румуни       |             | 2           | 0,27%       |
| Словаци      | Словаци      |             | 2           | 0,27%       |
| Италијани    | Италијани    |             | 1           | 0,13%       |
| Македонци    | Македонци    |             | 1           | 0,13%       |
| Чеси         | Чеси         |             | 1           | 0,13%       |
| неопредељени | неопредељени |             | 23          | 3,15%       |
| укупно: 729  |              |             |             |             |